# Giorgio Pessina
Giorgio Pessina, född 16 juni 1902 i Rom, död 18 juli 1977 i Rom, var en italiensk fäktare.
Pessina blev olympisk guldmedaljör i florett vid sommarspelen 1928 i Amsterdam.